# ایست گریفین (جورجیا)
ایست گریفین (به انگلیسی: East Griffin) یک منطقهٔ مسکونی در ایالات متحده آمریکا است که در شهرستان اسپلدینگ، جورجیا واقع شده‌است. ایست گریفین ۴ کیلومتر مربع مساحت و ۱٬۶۳۵ نفر جمعیت دارد و ۲۶۶ متر بالاتر از سطح دریا واقع شده‌است.